# Los exitosos Pells
Los exitosos Pells è una serie televisiva argentina.

## Il format
Di genere sitcom, andata in onda dal 5 novembre 2008 al 15 luglio 2009 sul canale televisivo Telefe. Prodotta da Endemol e Underground Producciones, ha ricevuto alcuni premi e nomination ai Premios Clarín e Premio Martín Fierro nel 2008 e nel 2009. La serie ha vinto un premio ai Premio Clarín del 2008, una nomination e un premio ai Premio Martín Fierro del 2008. Tra gli attori che hanno ricevuto una nomination o un premio ci sono Diego Ramos, Carla Peterson e Mike Amigorena.
Alcuni paesi come il Cile, l'Ecuador, il Messico, la Spagna, il Perù e altri hanno acquistato il format, creando anche una versione propria. Catherine Fulop e Florencia Peña hanno fatto un cameo nella serie. La serie ha raggiunto una valutazione media di 21.7 di rating.
Inizialmente la sitcom fu chiamata "El exitoso señor Pells". In seguito, fu scelta Florencia De la V per il ruolo d'antagonista, ma dopo aver trasmesso l'episodio pilota De la V stava lavorando per un altro show e quindi dovette lasciare la serie. Il ruolo dell'antagonista fu dato infine a Andrea Bonelli. Tra il cast c'era anche l'attrice Érica Rivas ma, decise di lasciare la serie perché stava lavorando ad un film. Alla fine di giugno 2008, tra i possibili sostituti c'era Natalia Oreiro, Julieta Díaz e Carla Peterson. Il ruolo andò alla Peterson e con la sua aggiunta la sitcom si chiamò con il nome attuale.